# 丹·H·亚阿隆
丹·H·亚阿隆（1924年5月11日—2014年1月29日），以色列杰出的土壤学家。亚阿隆在干旱地区和地中海地区土壤学以及古土壤学领域贡献卓著。在土壤学的分支学科，譬如土壤科学的历史、哲学与社会学方面，同样颇有建树。
亚阿隆的研究生涯，前后逾六十载（1950年－2014年）。终其学术生涯，亚阿隆一直是国际第四纪研究联合会（INQUA）及国际土壤协会（ISSS，后更名为国际土壤科学联合会IUSS）的会员，并积极参与其学术活动。亚阿隆因其在科学史方面的贡献被授予萨顿奖；因其在土壤学基础研究领域的成就被授予道库恰耶夫奖（该奖被誉为土壤学界的诺贝尔奖）。

## 童年
丹·H·亚阿隆1924年5月11日出生于捷克斯洛伐克的乌赫尔堡（位于今捷克共和国境内）。父亲雨果·J·伯杰和母亲艾莎·杰利內克都是犹太人，家族经营纺织业生意。亚阿隆有两个姐姐，蒂塔和斯特拉，是家里的第三个孩子。
据家人回忆，亚阿隆从幼年开始，即好钻研，热衷探索周围世界；学习成绩亦十分优异。按照家族传统，童年时期，亚阿隆参加了“马卡比青年团”。“马卡比青年团”是犹太人世界锡安运动的一个组成部分，旨在引导鼓励犹太青年移民以色列。
10岁之前，亚阿隆的童年平顺幸福。10岁那年，父亲倏然辞世，幸福童年也嘎然而止。5年之后，即1939年，纳粹德国占领捷克斯洛伐克。亚阿隆的家庭也随之四分五裂；家人生活也彻底改变。

## 大屠杀时期
1939年德军占领捷克斯洛伐克后，犹太人的处境日渐恶化。这时母亲建议亚阿隆离开占领区。同年，亚阿隆离开乌赫尔堡，前往布拉格并参加了当地的“返国青年”学校（一种犹太青年移民以色列的预备学校）。布拉格的三个月时间里，亚阿隆获得了学校所提供去丹麦实习的机会。这一实习项目属于锡安运动的农业培训项目，旨在帮助预备移民以色列的犹太青年。亚阿隆登上了驶往丹麦的火车，与前来送别的母亲挥手道别，心中隐约觉得：这或许便是永诀了。未料得，这真成了与母亲的最後一面。
与母亲道别之后，15岁的亚阿隆迈上了漫长艰险的旅程：途径德国，前往北欧。到达北欧后，好歹能觅得一寸德军还未占领土地，暂时寄宿栖身下来。亚阿隆首先辗转到了丹麦。在丹麦的很长一段时间里，亚阿隆需要避难藏身，觅食果腹。但境遇好转时候，亚阿隆即千方百计设法继续学习。1943年9月，亚阿隆进入哥本哈根皇家兽医和农业大学学习。可惜不过短短两个月，丹麦亦告沦陷，亚阿隆继而被迫逃亡瑞典。
抵达瑞典后，亚阿隆立志继续学业。于是立即申请进入乌普萨拉的瑞典农业科学大学学习。亚阿隆的申请，得到了当时瑞典著名的土壤化学家三特·埃米尔·马特森（1886-1980）的热烈欢迎；马特森甚至安排亚阿隆作了自己的助手。这一时期，亚阿隆获得了一系列宝贵的科学研究经验。正是这一时期，亚阿隆进行了人生第一次土壤剖面观察。

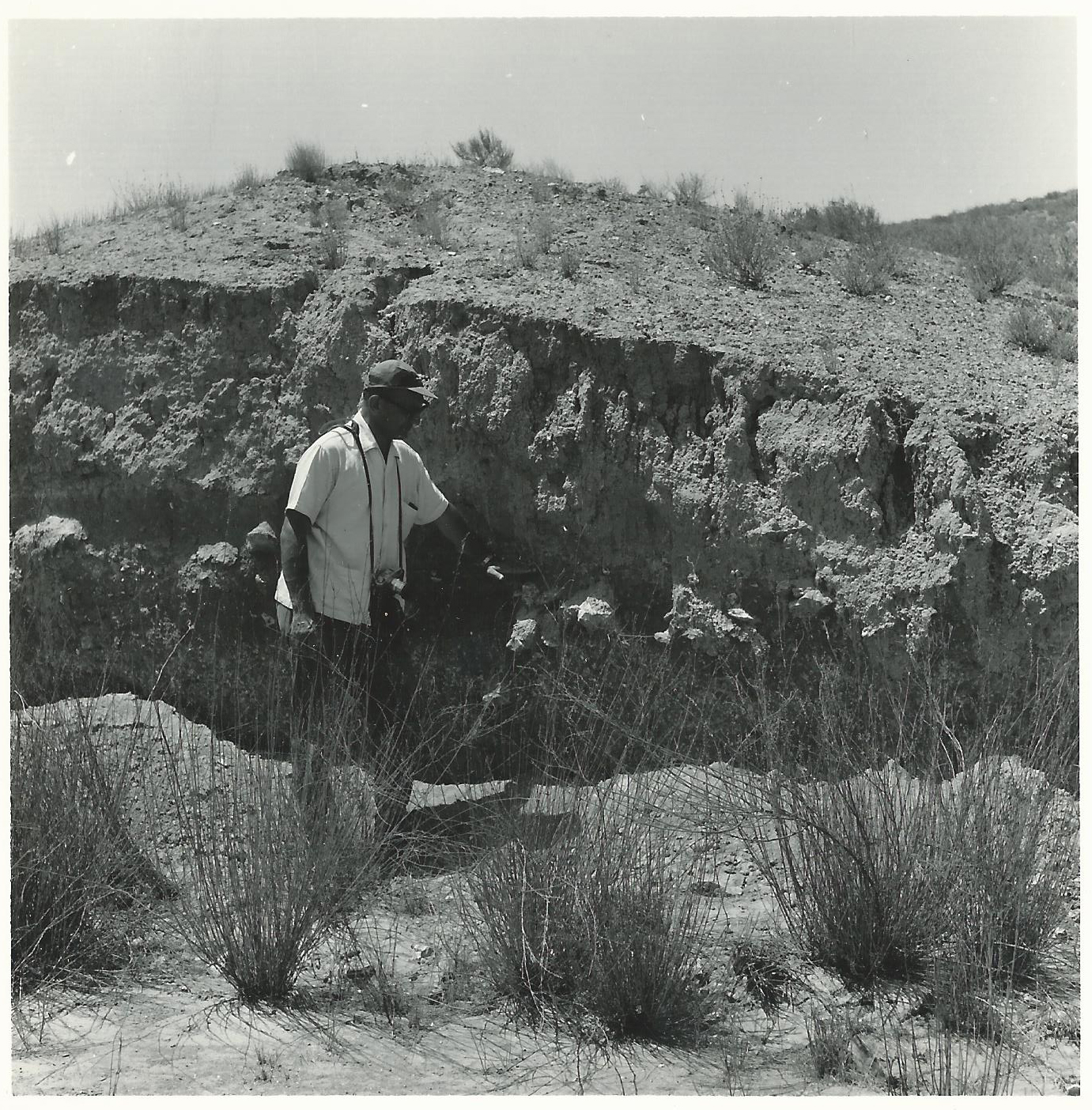
内格夫的亚阿隆

1944年，战争已经进入最后阶段。这时，亚阿隆选择返回捷克斯洛伐克，在捷克军队义务服役。直到这时，亚阿隆对于大屠杀，对于家人经历的种种，尚是一无所知。直到战争结束，亚阿隆才发现，挚爱的母亲被送到了集中营，先是在捷克斯洛伐克境内的特雷津集中营，后来又转移到波兰境内的奥斯威辛集中营。意识到家人无一幸免，亚阿隆离开了捷克斯洛伐克，再次回到丹麦，继续学业。1947年7月亚阿隆完成农业科学（土壤化学）专业的学习，获得了理学学士学位。

## 学术生涯
丹·H·亚阿隆学术生涯长达六十余载（1950-2014）。1950年，逢希伯来大学甫建立土壤科学系，亚阿隆找到了当时该系教授亚伯拉罕·阿道夫·莱芬伯格（1899-1953），申请进入该系学习。鉴于其本科阶段学习经历、所取得成绩及赢得赞誉，亚阿隆很快开始博士研究。亚阿隆的博士论文题目是，约旦河谷地区土壤盐分的积聚。对于这一研究，亚阿隆抱有极大热忱，也付出许多心血。研究详细实验报告1952年由亚阿隆及其同事-学生梅尔·里格比共同发表，是亦为亚阿隆的处女作。[3]

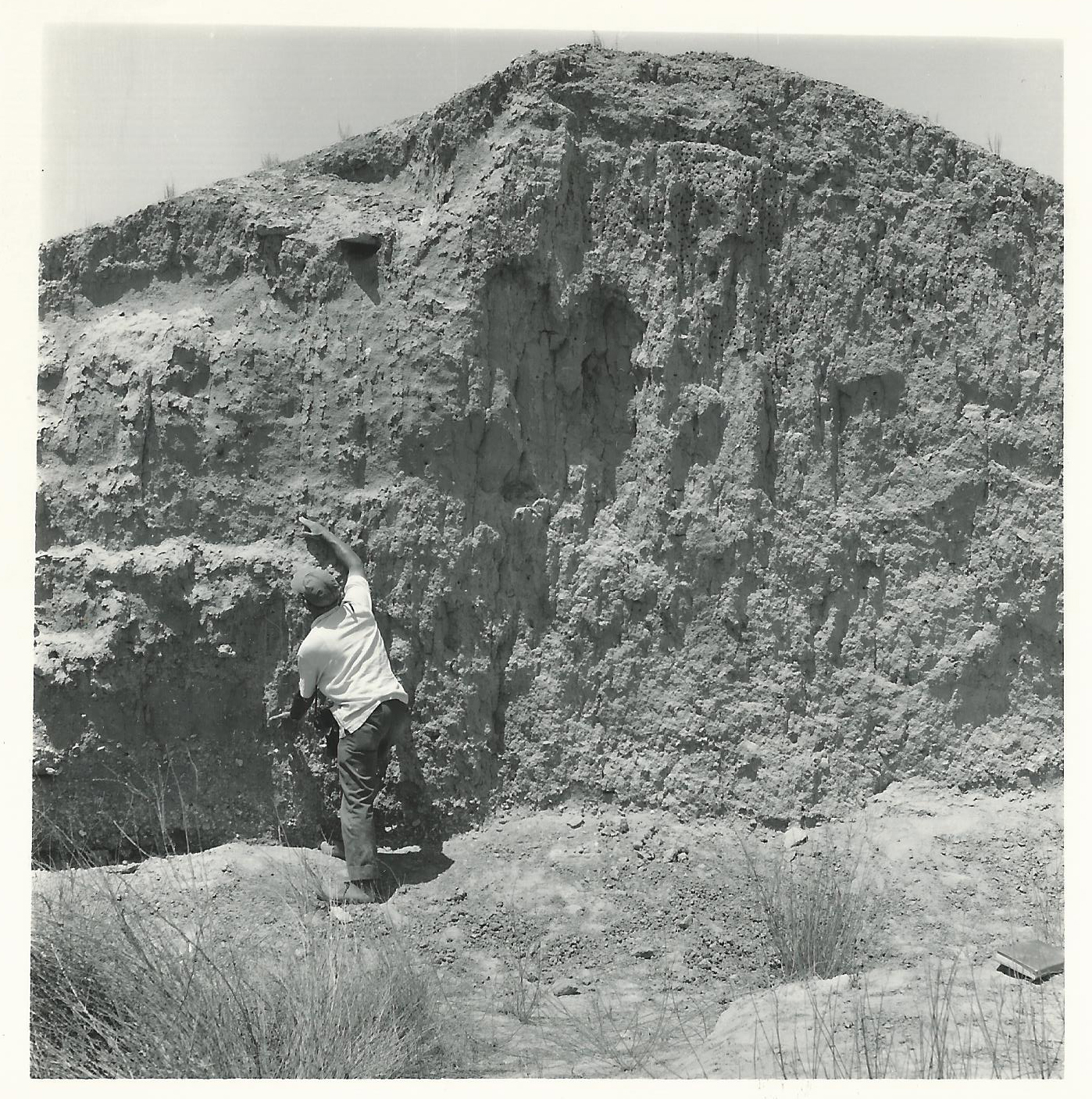
内格夫的亚阿隆

美中不足的是，由于身体欠佳，莱芬伯格教授对亚阿隆指导有限。莱芬伯格教授因病于1953年去世后，亚阿隆随即转至所罗门·拉比科维奇（1899-2000）[1]门下，继续进行博士研究。1954年，亚阿隆完成学业，获得博士学位。毕业后，亚阿隆获得博士后职位，前往英国洛桑实验站交流。博士后交流结束后，亚阿隆于1955年回到以色列，曾短期在海法一家化肥研究厂工作。这一阶段，亚阿隆在科研方面获得了引人瞩目的成果（亚阿隆首次对以色列土壤从黏土矿物学方面所进行了研究）。
1957年，亚阿隆获得了希伯来大学讲师职位；从此一直在希伯来大学进行教学研究，直到70岁退休。由于亚阿隆在土壤胶体方面的前期研究，他的研究重点一直集中于土壤细颗粒组分和土壤质地，也正由于此，关于大气降尘的研究贯穿他的整个研究生涯。 
1965年，在亚阿隆的呼吁下，国际第四纪研究联合会（INQUA）采纳 “古土壤学”这一词条[1]，并创立古土壤研究委员会；此后，国际土壤科学联合会（IUSS）也成立了古土壤研究委员会。 1966年，亚阿隆提出了 “人为成土作用” 概念，将人类活动定义为土壤形成的一大重要因素。这在当时是一项重大理论创新。
1970年8月，在荷兰阿姆斯特丹，INQUA和IUSS联合举办了一次学术研讨会，主题是《母质和土壤年龄》。这一里程碑式的学术会议得以召开，得益于亚阿隆、罗伯特·鲁赫（1918-1993）及费迪南德·冯·拜伦（1905-1975）三位学者长期通信，努力推动。这次会议的成果，最终收录在《古土壤学：学科起源及本质，古土壤测年》一书中，由亚阿隆编辑出版。该辑收录了29篇多学科论文，很快得到了学术界认可，成为一部经典论辑。该辑亦收录了亚阿隆的论文《时间和空间范畴内土壤的形成过程》。该文提出了土壤体系的动态模型，并区分了土壤平衡过程的两大类型：一、以不同速度达到平衡状态的过程；二、不可逆或自行终结的过程。该文中，亚阿隆进一步深入探讨这两大类型，并以土壤初始状态和相对稳定性为基础，进行了土壤诊断特征的分类研究。
1973年，亚阿隆与其学生以利以谢·加诺（1935-2011）共同发表了一部学术著作。该专著认为，第四纪东地中海区域，大气粉尘在土壤形成过程中起到了关键性作用。 同时该专著也探讨了粉尘的全球模式，以及具体的分布路径。另外，亚阿隆在书中指出：石灰石风化红土的红色，来源于大气携带粉尘中的铁氧化物。这与主流的观点大相径庭。莱芬伯格等学者认为，红土的红色来源于母基岩中的碳氧化物。亚阿隆搜集列举的证据充分而有力，由是推翻了主流观点。 随后，亚阿隆的观点（第四纪土壤的形成过程中，大气粉尘起到了关键性的作用）得到了全世界学界的广泛认同。亚阿隆也凭借原创性的研究，跻身世界级的著名学者行列。后来，有人问到亚阿隆，在整个学术生涯中，哪一项是其最重要的研究成果。亚阿隆回答，其一生中最重要的学术贡献，非粉尘和土壤之间的相互关系莫属。 
1975年，亚阿隆发表了《土壤形成的概念模型：土壤形成函数可解吗？》一文。 这篇文章试图解决基本理论问题，故而引起了广泛关注。该研究中，亚阿隆巧妙地阐述了土壤形成中量化研究的复杂性。鉴于这篇文章的重要贡献，1977年INQUA选举亚阿隆担任该联合会古土壤学委员会主席。同一时期，亚阿隆负责编辑了Geoderma期刊学术专辑：《古土壤对揭示气候和岩石地层的重要性》。该专辑收录了加拿大渥太华举行的同名研讨会上讨论的文章，亦是一部非常重要的学术论辑。 
1994年，亚阿隆从希伯来大学退休，时年70岁，已然超过法定退休年龄两年。之后，虽然只是偶尔返校，但亚阿隆利用家中几千册藏书，继续写作、编辑及评论等工作不辍。1997年，亚阿隆发表了重要论文，提出地中海地区的土壤非常独特，进而探讨了“为什么这一地区土壤与众不同” 。 这一研究中，亚阿隆首先阐述了地中海气候的全球特征，继而集中讨论了环地中海区域特殊情况。在探讨地中海地区土壤和景观特征时，该研究对典型的地中海环境条件、地形学、地球化学、土壤学及人类活动对地中海生态系统影响等方面进行了广泛而详细的概论。
亚阿隆的研究，主要集中在土壤发生过程领域。但他在土壤科学其他领域，例如土壤科学的历史、哲学和社会学等方面，同样做出了重大贡献。在ISSS土壤科学历史工作组（现为IUSS4.5委员会—土壤科学的历史、哲学与社会学）建立过程中，亚阿隆起到了主导作用。 
亚阿隆的诸多出版物中，很值得关注的是，1997年参与编辑的《国际视角下的土壤科学史》。 该书收录了一系列的协议，从这些协议可以看出，在不同历史时期，人类对于土壤的理解和态度是如何发展衍化的。对于亚阿隆研究土壤科学所采用的方法，本书亦有很好的反映。该书中，亚阿隆重点论述了土壤学各分支学科如何随早期农业学者对土壤特性的认识而发展建立。
亚阿隆对科学研究的热情，贯穿一生；直到生命的最后阶段，仍有著述。经过数年时间撰写，亚阿隆自传2012年出版，名为《亚阿隆的故事：对科学的热情，对锡安的执著》。[1] 甚至在生命的最后两年，亚阿隆又花了大量时间阅读考古学以及地质考古学文献。2013年夏，亚阿隆的身体状况开始恶化。2014年1月，在家人陪伴下，亚阿隆于以色列梅瓦塞莱特锡安与世长辞。 

## 家庭生活
亚阿隆十分看重家庭，花了很多时间陪伴家人，也算是对在大屠杀时期失去亲人的一种补偿了。1952年，亚阿隆与妻子瑞塔.辛格结婚。这对伉俪的美满婚姻持续了58年。二人携手建立了一个充满爱的家庭。婚后不久，亚阿隆一家选择定居基里亚·摩西（该社区位于西耶路撒冷）。他们育有二子：长子大卫（1953）和次子乌利（1956）。1975年，亚阿隆阖家搬到了耶路撒冷北部的米塔尔山社区。1997年又从米塔尔山迁到了位于耶路撒冷城外的梅瓦塞莱特锡安。辞世时，亚阿隆已经是七个孩子的爷爷了。[1]

## 获奖、荣誉及影响

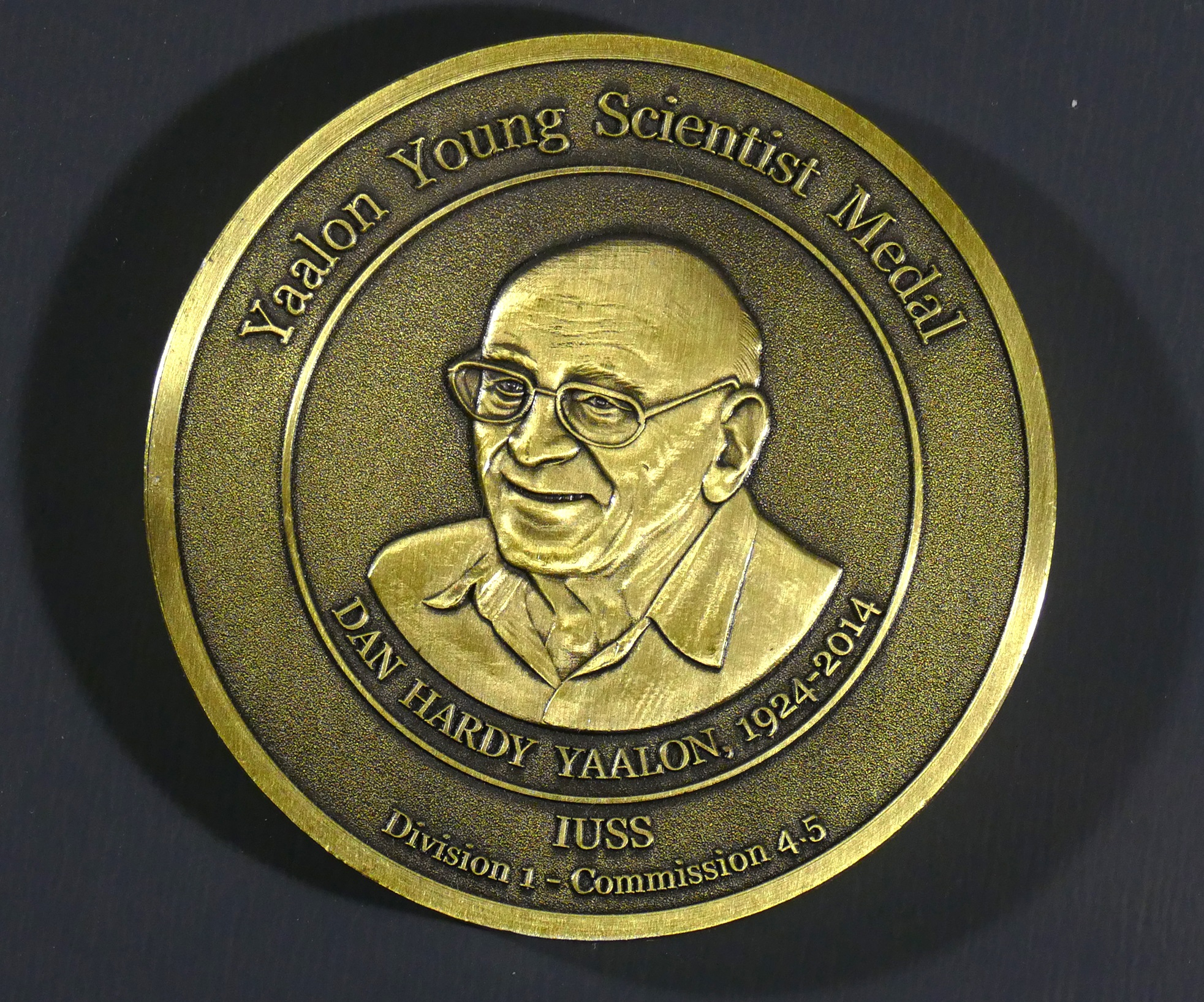
亚阿隆青年科学家奖 - 正面

亚阿隆为人谦逊，但学术生涯中获奖甚富。鉴于亚阿隆在土壤科学史领域的卓越贡献，比利时根特大学于2000年向亚阿隆颁发了萨顿奖章（该奖公认为科学史领域的最高奖项）。2010年，IUSS授予亚阿隆道库恰耶夫奖（誉为土壤科学界的诺贝尔奖），以表彰亚阿隆一生在土壤发生学及相关土壤科学领域所做出的杰出贡献。 
此外，亚阿隆是英国、德国、俄罗斯三个国家土壤科学学会的荣誉会员。2001年，以色列地质学会授予亚阿隆荣誉会员身份；2008年，美国地质学会亦授予亚阿隆荣誉会员身份；1998年，亚阿隆被IUSS授予荣誉会员称号；亚阿隆同时也是INQUA终身荣誉会员，及格鲁吉亚第比利斯大学荣誉博士。 

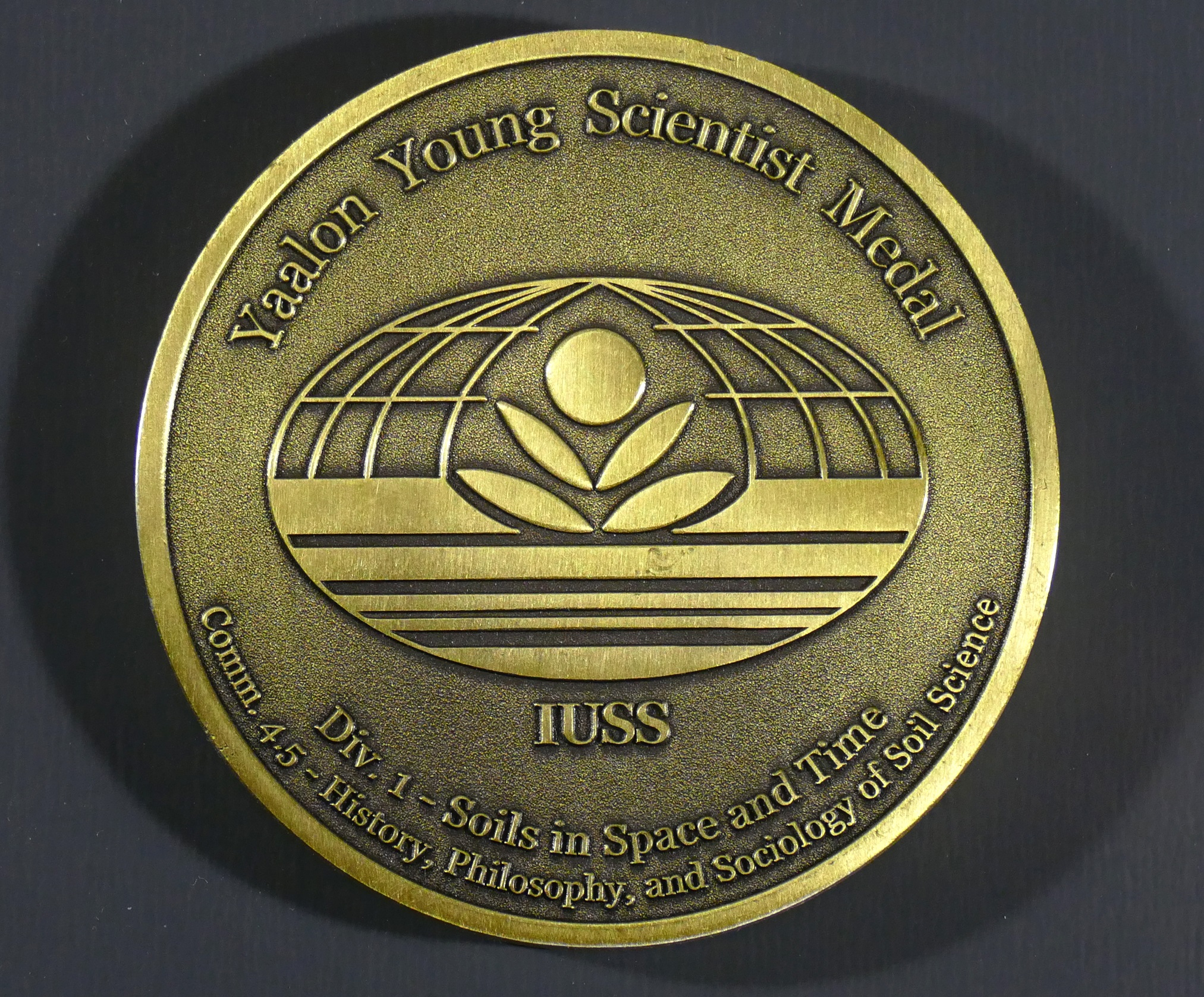
亚阿隆青年科学家奖 - 背面

亚阿隆辞世不久，IUSS于2015年4月在维也纳自然资源和生命科学大学（BOKU）和乌赫尔堡专门召开了学术研讨会以纪念亚阿隆及其学术贡献。 随后CATENA设专刊纪念亚阿隆并刊登部分研讨会成果。 2016年，IUSS决定设立丹∙亚阿隆青年科学家奖章，每四年于世界土壤学大会期间颁发一次。 

## 部分出版物
亚阿隆出版的文章、书籍章节及评论、会议论文、科研简讯、百科全书词条以及被频繁引用的摘要等，合计超过200余篇。亚阿隆也负责编辑出版了许多土壤发生及相关土壤科学领域的经典论文集。亚阿隆是CATENA期刊创刊编辑之一；同时是CATENA、Geoderma以及Soil Science期刊的编委成员。亚阿隆诸多出版物中，影响最著者列举如下： 
- 1971—《时间和空间范畴内土壤的形成过程》[8]

- 1973—《第四纪粉尘对于土壤的影响》[9]

- 1975—《土壤形成的概念模型：土壤形成函数可解吗？》[10]

- 1983—《气候、时间以及土壤发育》[16]

- 1997—《地中海地区的土壤：为何与众不同？》[11]

- 1997—《国际视野和语境下的土壤科学史》[12]

- 2000—《刨根问底：为什么土壤和土壤科学事关重大？》[17]

亚阿隆的完整出版物，参看CATENA期刊《丹.H.亚阿隆纪念刊》（146期）编者注，第3-9页。

## 延伸阅读
- CATENA期刊《丹.H.亚阿隆纪念刊》（页面存档备份，存于）
- 布雷维克及其他，2016年，《丹.H.亚阿隆对人的影响》，CATENA，146：第147-154页。
- 加布里埃尔斯，D. 2000年，《丹.H.亚阿隆出任1999–2000科学史萨顿委员会主席时的任命词》，根特大学，根特，13，第143–144页。（页面存档备份，存于）
- 丹.H.亚阿隆，2000年，《人类历史上土地使用过程中保护土壤所采取的态度及措施：丹.H.亚阿隆出任1999–2000科学史萨顿委员会主席时的报告论文》，根特大学，根特，13，第147–159页。（页面存档备份，存于）
- 萨顿委员会主席及获奖者名单（页面存档备份，存于）
- IUSS期刊117期，2010年11月，IUSS协会2010道库恰耶夫奖：丹.H.亚阿隆（页面存档备份，存于）
- IUSS协会2010道库恰耶夫奖：
- 丹.H.亚阿隆青年科学家奖（页面存档备份，存于）